# 曹共公
曹共公（？－前618年），姬姓，名襄，春秋时曹国第17位国君，曹昭公之子，前653年至前618年在位。 
根据《左傳》《晉公子重耳之亡》中记载：当晋国公子重耳于前637年流亡曹国的时候，曹共公為了要驗証重耳肋骨是否緊密相連，居然去偷看重耳洗澡，可看出曹共公是一位荒唐無禮之人。
后重耳即位为晋文公，为春秋五霸之一，以曹共公曾經對自己無禮为借口，前632年伐曹，俘虏曹共公，后释之。
前618年曹共公逝世，传位于子曹文公。

## 影视形象
- 1996年上映的电视剧《东周列国·春秋篇》中，曹共公由李明晨飾演。